# 原子力発電

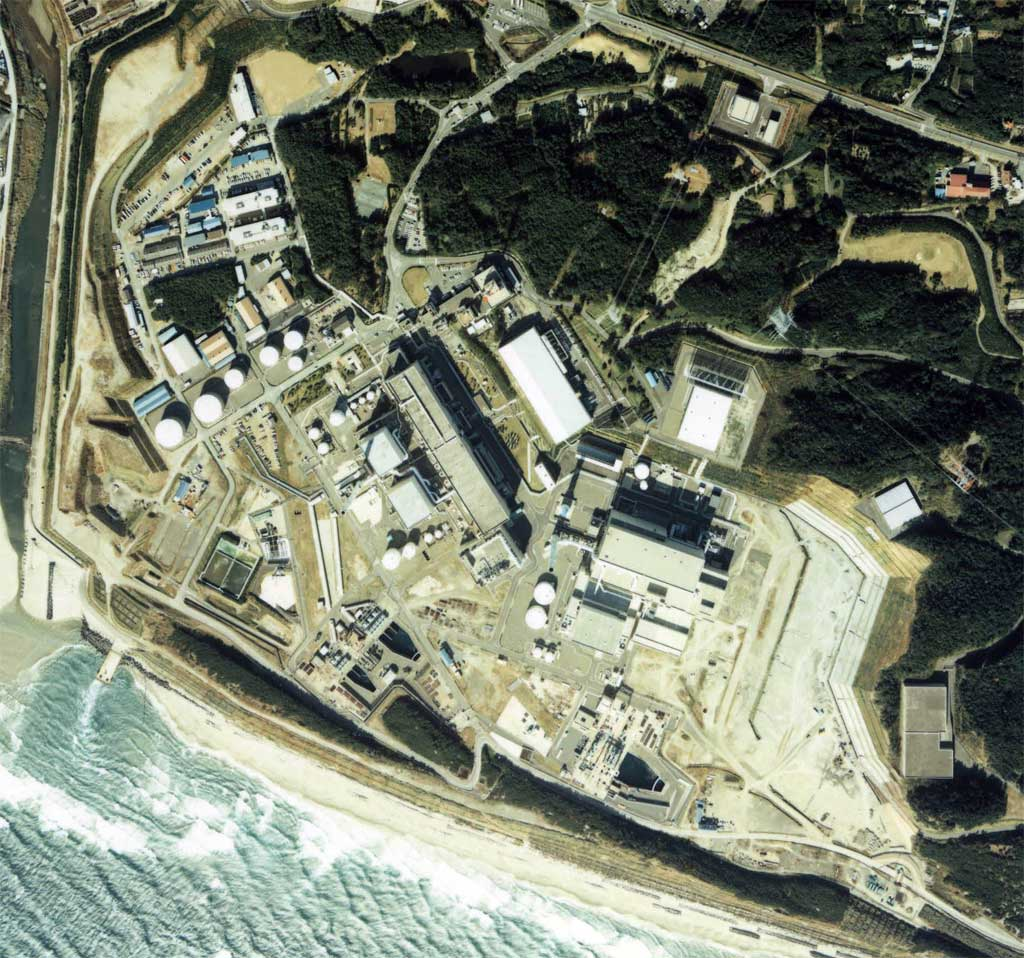
浜岡原子力発電所

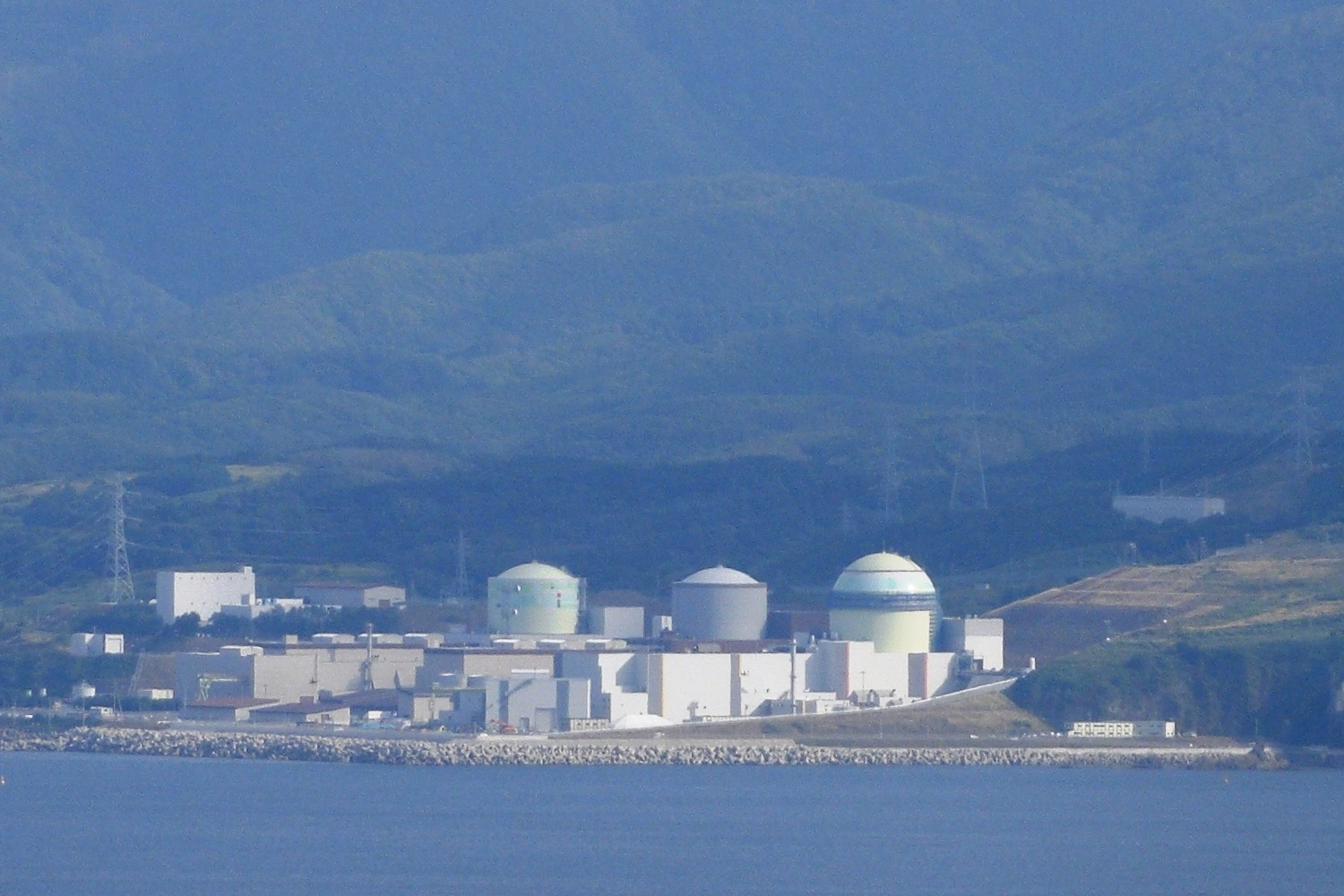
泊発電所

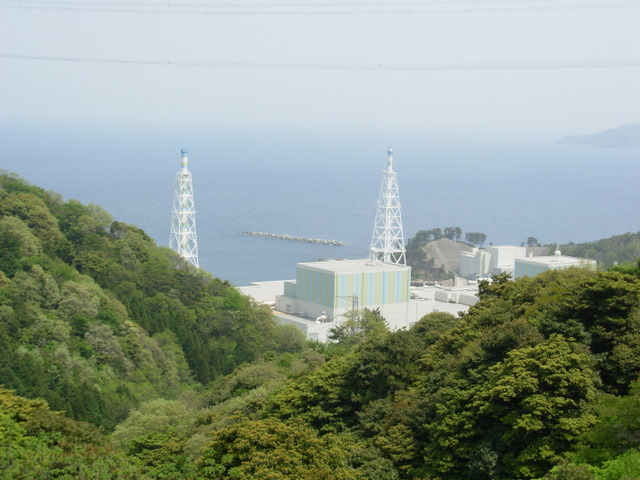
島根原子力発電所

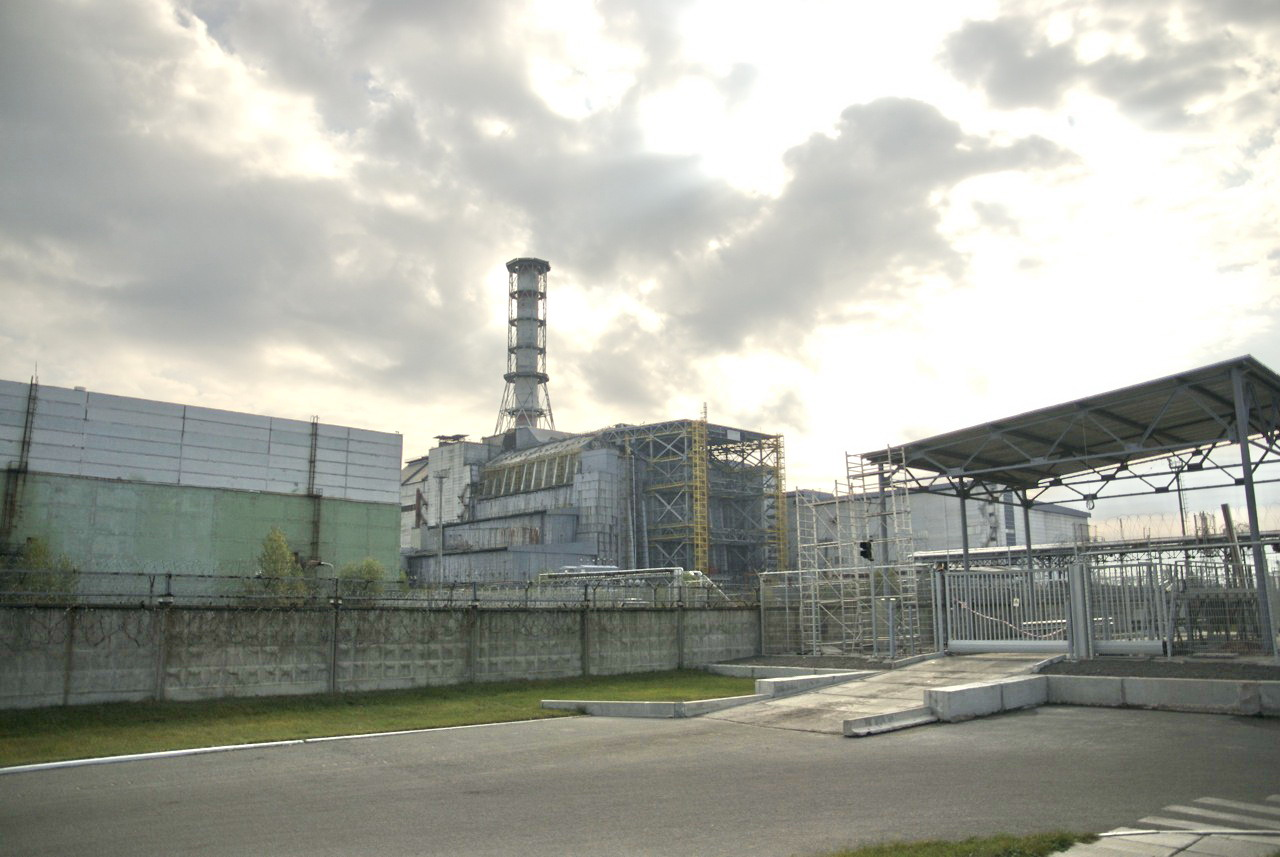
チェルノブイリ原子力発電所

原子力発電（げんしりょくはつでん）とは、原子力を利用した発電のことである。現代の多くの原子力発電は、熱エネルギーで高圧の水蒸気を作り、蒸気タービンおよびこれと同軸接続された発電機を回転させて発電する。ここでは主に軍事用以外の商業用の原子力発電の全般について説明する。
- 原子力・核エネルギーの利用全般については原子力を参照
- 特に原子力発電の施設については原子力発電所も参照
- 原子力を利用した炉については原子炉、核分裂炉、核融合炉も参照
- 原子力を利用した電池については原子力電池を参照
- 原子力発電の事故については原子力事故も参照

## 原理

中性子を吸収したウラン235が、クリプトン92とバリウム141に核分裂した様子。

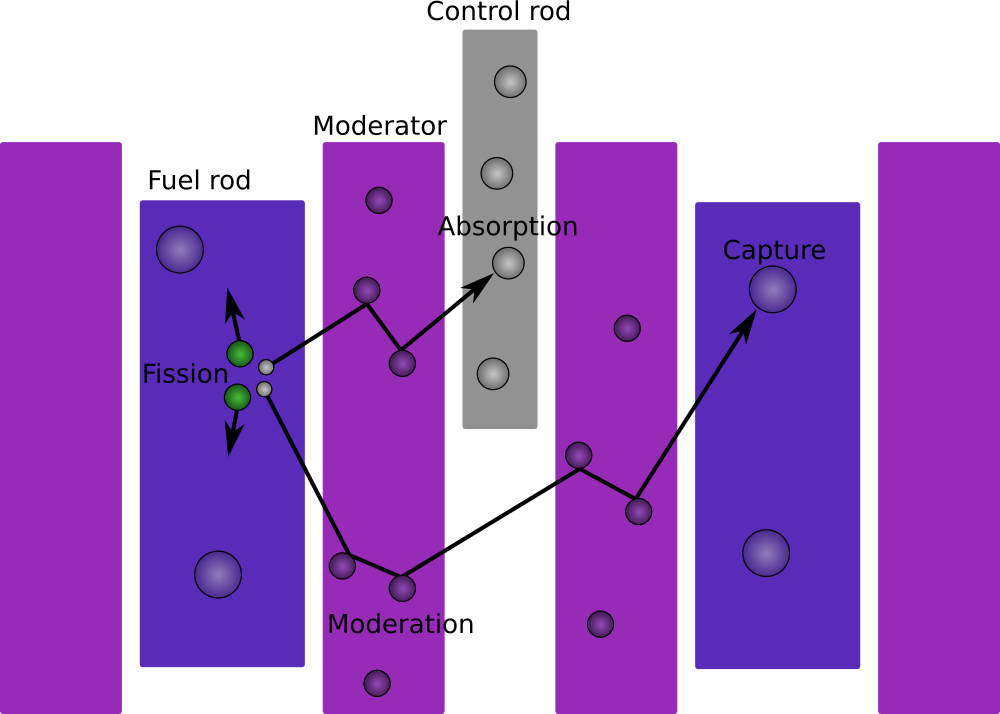
■：減速材
■：燃料棒
■：制御棒
ある燃料棒中で発生した高速中性子は減速材中で減速し熱中性子と呼ばれる状態に変化した後、他の燃料棒へ達する。

原子核反応は核分裂反応と核融合反応の2種類の反応に大別することができる。ただし、核融合反応の利用は実用段階にはなく、現在原子力エネルギーとして実用化されているのは核分裂反応のみである。そのため、単に原子力発電と言う場合は、核分裂反応時に発生するエネルギーを利用した発電を指す。
原子力発電の仕組みを簡単に表現すると、核分裂反応で発生する熱を使って水を沸騰させ、その蒸気で蒸気タービンを回すことで発電機を回して発電しているといえる。火力発電の場合は石油や石炭、液化天然ガスといった化石燃料を燃やして熱を作り出して蒸気を発生させ、その蒸気で蒸気タービンを回すことで発電機を回して発電を行っている。つまり、原子力発電と火力発電は、発生した蒸気でタービンを回し発電機で発電するという点で、同じ仕組みを利用しているといえる。このような蒸気でタービン発電機を回転させ、電力へ変換する発電方法を汽力発電という。
ただ、火力発電と原子力発電ではタービンを回すまでの過程は大きく異なり、またタービンの形式等も異なる。火力発電所との詳細な相違点については後述する。

### 核分裂反応
原子力発電は先述した通り、核分裂反応を利用した発電である。核分裂反応とは、何らかの要因で中性子を捕捉した原子が2つまたはそれ以上に分裂することである。ウラン235の中性子吸収に起因する核分裂反応を例に取ると、以下のように記述することができる。
{\displaystyle {}^{235}{\rm {U}}+n\rightarrow {}^{236}{\rm {U}}\rightarrow {\rm {A}}+{\rm {B}}+(2\sim 3)n}
つまり、ウラン235の核分裂の結果、核分裂片以外にも2 - 3個の中性子が発生するのである。この核分裂反応で発生した中性子は、他のウラン235に吸収され順々に核分裂反応が起こっていくことになる。この反応を核分裂連鎖反応といい、連鎖反応の進展程度を示す増倍係数 k が1.0以下の状態を未臨界、1.0の状態を臨界、1.0以上の状態を超臨界という。なお、中性子を吸収したウラン235は必ず核分裂を起こすわけではなく、約16 %の確率でγ線を放出した後、ほぼ安定な（半減期の非常に長い）ウラン236になることがある。
また、核分裂反応時は反応前の質量よりも反応後の質量の方が小さくなる。この質量差がE=mc2の関係式に基づき、膨大なエネルギーへと変わっている。このエネルギーの殆どは熱エネルギーへと変わり、原子力発電ではこの熱エネルギーを元に発電するのである。核燃料中からの熱除去および発電のプロセスに必要な要素が冷却材である。
核分裂反応で発生する中性子は平均エネルギー約1 MeVであり、高速中性子と呼ばれる。熱中性子炉では高速中性子を核分裂反応を起こしやすい、平均エネルギー約 0.05 eVの熱中性子と呼ばれる状態まで減速させる必要がある。減速は中性子と軽い原子核との弾性衝突により行われ、この目的を果たすために必要な要素が減速材である。
なお、核分裂反応の結果発生する中性子の大半は核分裂と同時に発生する即発中性子である。しかし、核分裂片の中には崩壊の途中で中性子を発する物があり、これは遅発中性子と呼ばれる。遅発中性子は原子炉内の全中性子の 0.65 %を占めるのみではあるが、遅発中性子があることにより外乱等に対する制御がしやすくなっている。

## 基本要素

### 核燃料

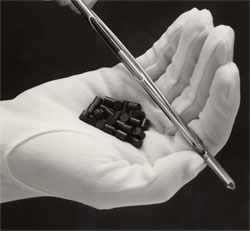
燃料ペレット

原子には、中性子を捕捉して分裂する物と、捕捉しても分裂しない物があることが知られている。分裂する物として代表的なものは、ウランの放射性同位体であるウラン235、プルトニウム239である。しかし、プルトニウム239は天然にはごく微量しか存在しないため、核燃料としてはウラン235が使われる。このウラン235は天然鉱石である閃ウラン鉱に含まれる。しかしこの中にはウラン235が0.7 %程度しか含まれていないため、21世紀初頭現在の一般的な原子炉で核燃料として利用するには、ウラン濃縮工程と呼ばれるウラン235の濃縮作業が必要となる。
また、分裂しない元素としては、ウラン238が知られている。ウラン238は、中性子を捕捉することによってプルトニウム239に転換でき、これを核燃料として使用することができる。

### 原子炉

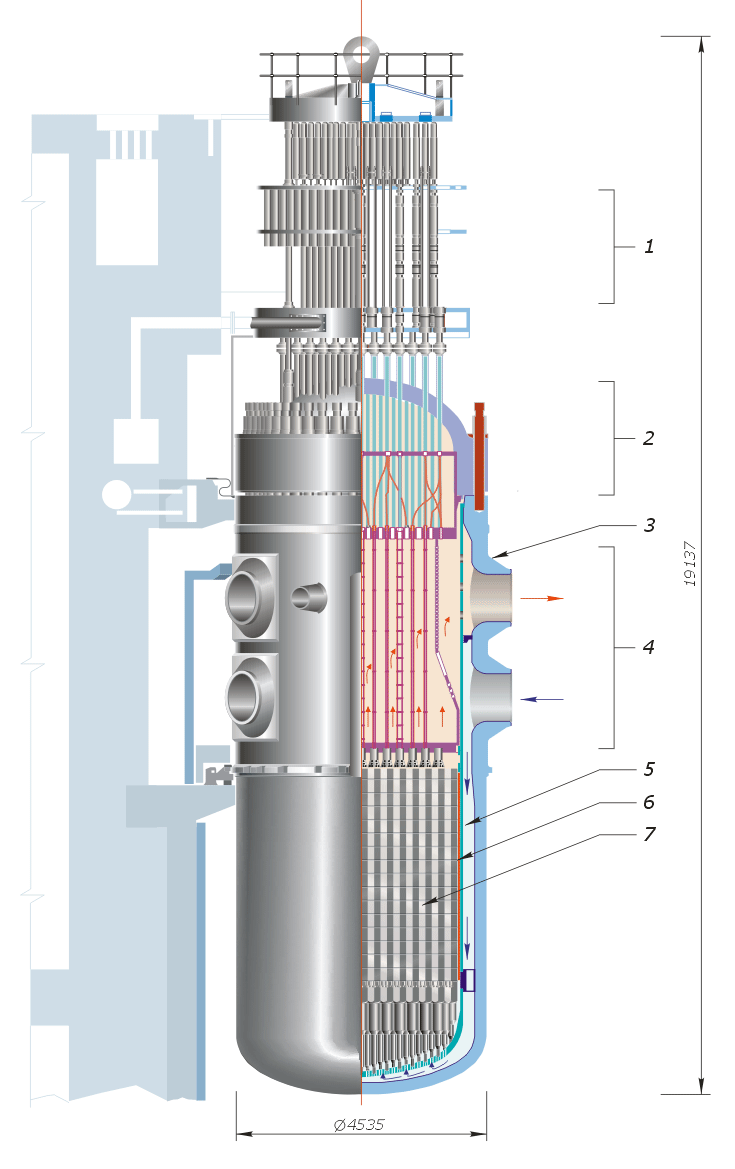
加圧水型原子炉の原子炉圧力容器の模式図
1. 制御棒駆動装置
2. 原子炉上蓋
3. 原子炉圧力容器本体
4. 一次冷却水の入出口
5. 一次冷却水流路
6. 炉心バッフル
7. 炉心

原子力発電における核分裂反応において必要なことは、核分裂反応を制御することである。核分裂反応の制御とは、開始、持続（臨界）、そして停止である。原子力発電においては、これらが自由に制御されなければならない。この、核分裂反応を制御できるということが原子力発電と原子爆弾を分ける大きな違いである。そして核分裂反応を制御する装置が原子炉である。
原子力発電に使用される原子炉には様々な種類がある。原子炉の種類は、減速材と呼ばれる中性子の制御を行う素材と、冷却材と呼ばれる原子炉から熱を運び出す素材の2つによって分類される。減速材としては、黒鉛、重水、軽水 などがある。冷却材としては、炭酸ガスや窒素ガスなどのガス、重水、軽水などがある。現在の日本の商用原子力発電では、減速材、冷却材のどちらとも軽水を使用している。これは軽水炉と呼ばれる。
核分裂炉を、用いる減速材で分類すると以下のように分けられる。
軽水炉
加圧水型原子炉 - 沸騰水型原子炉
重水炉
CANDU炉 - 新型転換炉 - ガス冷却重水炉
黒鉛炉
黒鉛減速ガス冷却炉 - 黒鉛減速沸騰軽水圧力管型原子炉 - 溶融塩原子炉
高速炉
高速増殖炉

### 発電施設

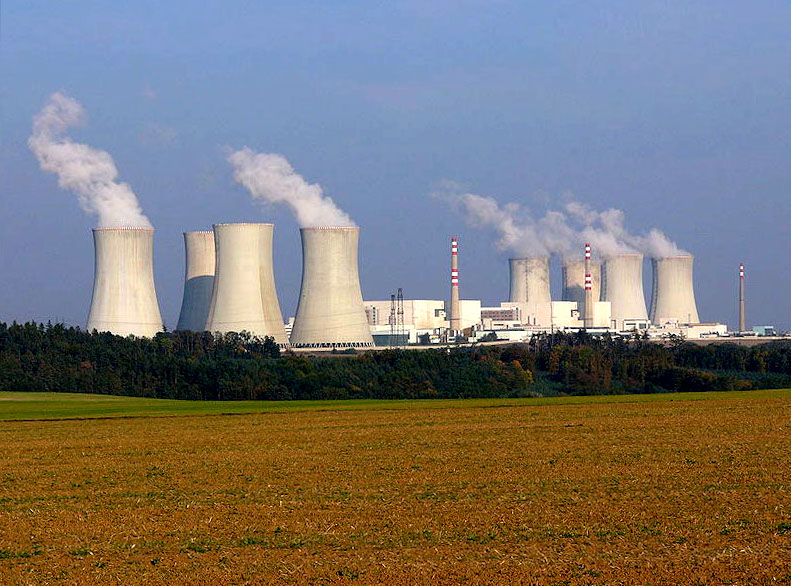
チェコ、Dukovany原子力発電所。冷却塔から廃熱のための蒸気が出ている。

原子力発電は、核分裂反応で発生する熱を使って水を沸騰させ、その蒸気で蒸気タービンを回すことで発電機を回して発電する。一方、火力発電では石油や石炭、液化天然ガスといった化石燃料を燃やして熱を作り出して蒸気を発生させ、発電を行っている。つまり、原子力発電と火力発電では、発生した蒸気でタービンを回し発電機で発電するという点で、同じ仕組みを利用しているといえる。
原子力発電所の象徴として、冷却塔の写真が使われることが多いが、これは発電に使用できなかった余りの熱を外部へ水蒸気として排出するためのものである。蒸気による発電では、熱力学第二法則により、発生した熱のすべてを電気エネルギーに変換することはできず、必ずある程度の廃熱が発生してしまうことが分かっている。冷却塔はその廃熱を処理するためのものである。一部の原子力発電所は海や川のそばに建設し、熱を温水の形で海や川に排出することで冷却塔を省いている。日本国内の原子力発電所は全てこのようにして冷却塔の必要がない構造となっている。なお、この排水を温排水と呼ぶ。また、2012年の大飯原子力発電所再稼働時にクラゲが大量発生するという事態について、定期点検時に温排水が途切れて発育がよくなったためとされる。

### 施設構成

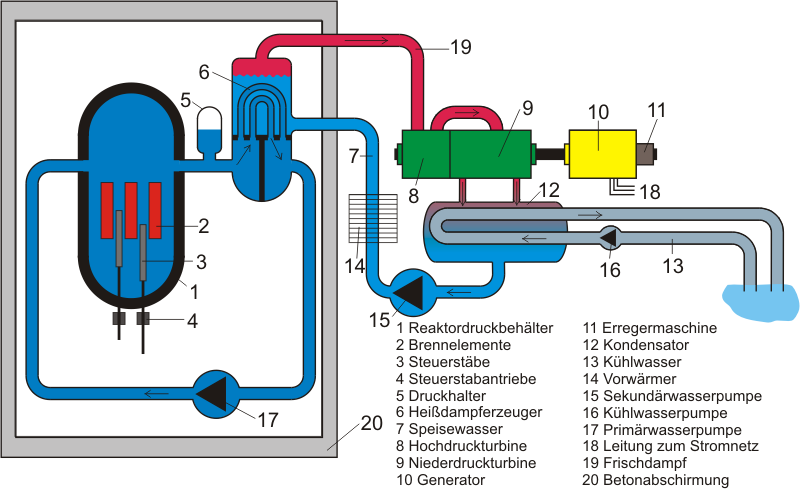
加圧水型原子炉の模式図
1. 原子炉圧力容器
2. 燃料棒
3. 制御棒
4. 制御棒駆動装置
5. 加圧器
6. 蒸気発生器
7. 低温の二次冷却水
8. 高圧蒸気タービン
9. 低圧蒸気タービン
10. タービン発電機
11. 励磁機
12. 復水器
13. 冷却水
14. イオン交換器
15. 二次冷却水循環ポンプ
16. 冷却水供給ポンプ
17. 一次冷却水循環ポンプ
18. 電力配線
19. 蒸気
20. 原子炉格納容器

汽力発電の一種である原子力発電も原理はランキンサイクルであるため、作動流体である冷却材のサイクルを形成する原子炉、蒸気タービン、復水器、ポンプが中心となる。
またこの他にも補助的な役割を果たす多くの機器や設備が必要となる。
軽水炉を使用する原子力発電所の敷地内における施設、機器の構成の概要は以下のようになっている。
- 原子炉建屋
  - 原子炉格納容器
    - 燃料交換機
    - 燃料貯蔵プール
    - 原子炉圧力容器
      - 制御棒
      - 燃料集合体
        - 燃料被覆管
          - 燃料ペレット
- 原子炉補助建屋
  - 放射性廃棄物処理設備
  - 中央制御室
- タービン建屋
  - 蒸気タービン
  - タービン発電機
- 変圧器
- 送電線
- 非常時発電機
- 固体廃棄物貯蔵庫
- 取水口
- 排水口

原子力発電プラントで特徴的な設備は気体、液体、固体の放射性廃棄物処理設備や放射線を検出するための環境センサー類、放射線管理区域の出入りを管理する設備である。

### 火力発電所との差異
一般的には、分かりやすく「原子力発電所でも火力発電所でも、蒸気タービンによる発電方式ということでは同じである」と説明されることがある。しかし、厳密には以下の点で違いがある。

#### 蒸気
タービンを回す蒸気が原子力発電所では約284度、6.8MPa（メガパスカル） であり、石炭火力発電所の蒸気の約600度、25 MPa よりも温度、圧力が低く設計されている。この理由は、核燃料棒の被覆に使われているジルコニウムが比較的高温に弱いために 一次冷却水を高温にはできないためである。また、火力発電所では超臨界流体である超臨界蒸気が使用されている。超臨界流体とは、液体の性質と気体の性質を持った非常に濃厚な蒸気であり、熱を効率良く運ぶことができるが高温高圧状態が必要なため、原子力発電ではこれを利用することは現在はできない。これらの理由から一般的な火力発電所の熱効率は約47 %程度 であるのに対し、21世紀初頭現在の原子力発電における熱効率は約 30 %程度である。なお、冷却材に超臨界流体である超臨界圧軽水を用いた超臨界圧軽水冷却炉が現在研究中であり、これを原子力発電に用いれば熱効率は45 %程度まで上昇すると考えられている。

#### タービン
原子力用タービン発電機は4極であるため、回転数は1500 rpmまたは1800 rpm。火力用タービン発電機は通常2極であるため3000 rpmまたは3600 rpmである。

## 歴史

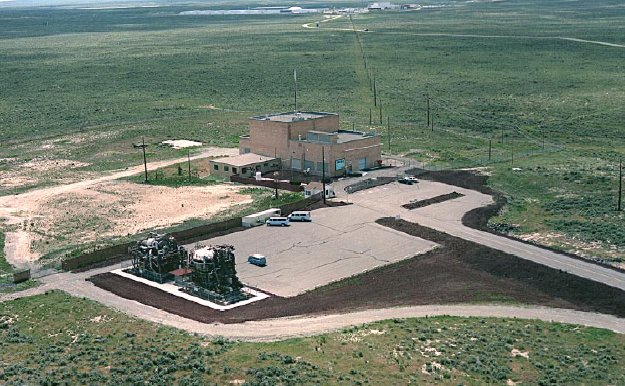
アメリカ、EBR-I 世界初の原子力発電を行った発電所

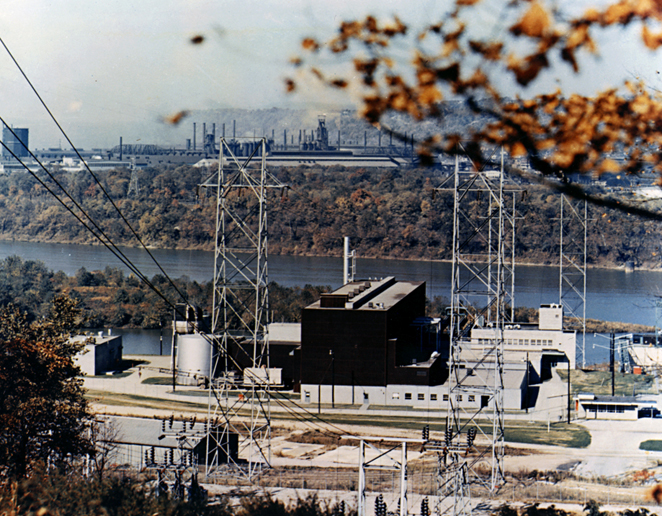
アメリカ、シッピングポート原子力発電所

世界の原子力発電の推移グラフ。
上段：発電容量
下段：発電所数

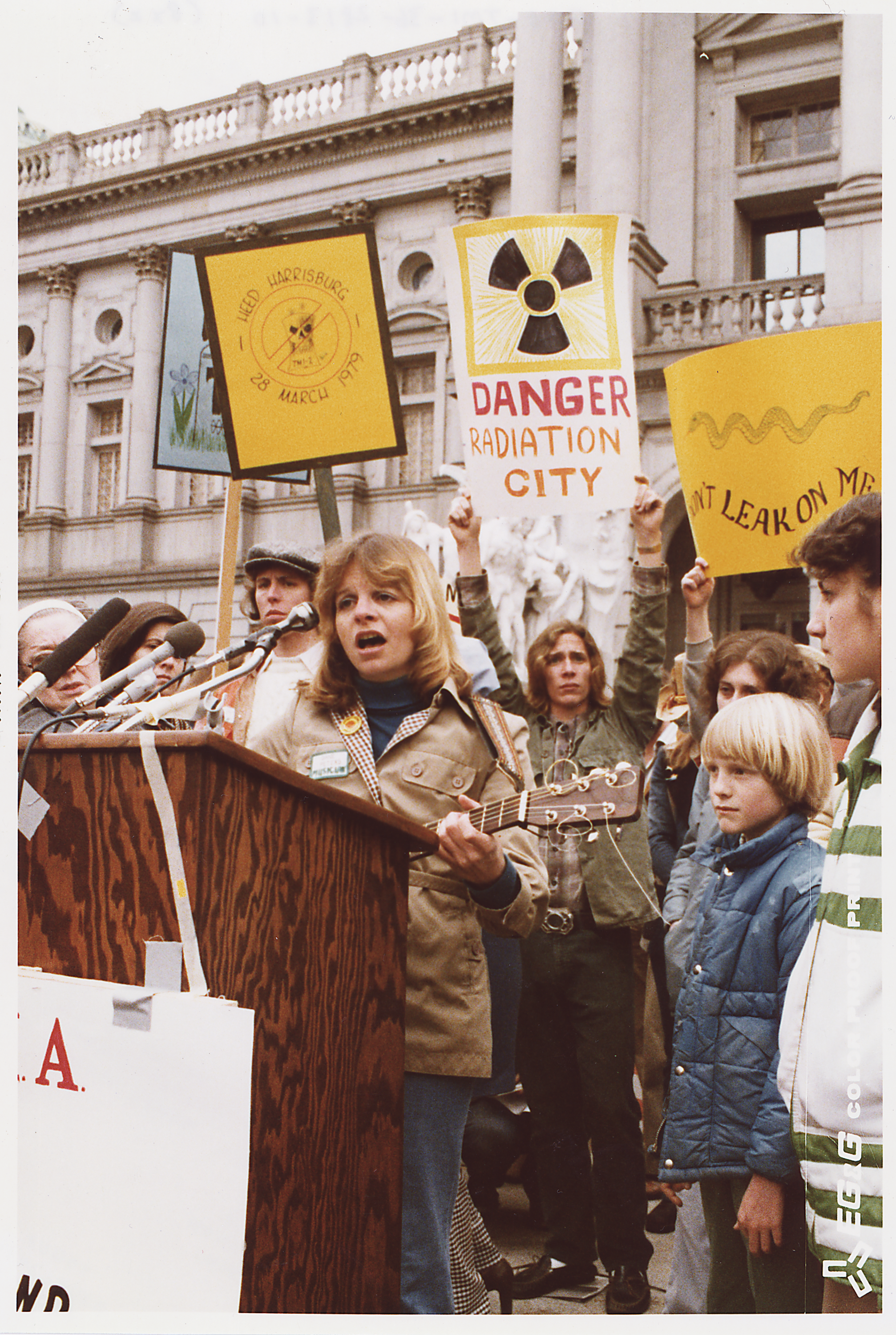
アメリカ、スリーマイル島原子力発電所事故をきっかけに起きた反原子力運動

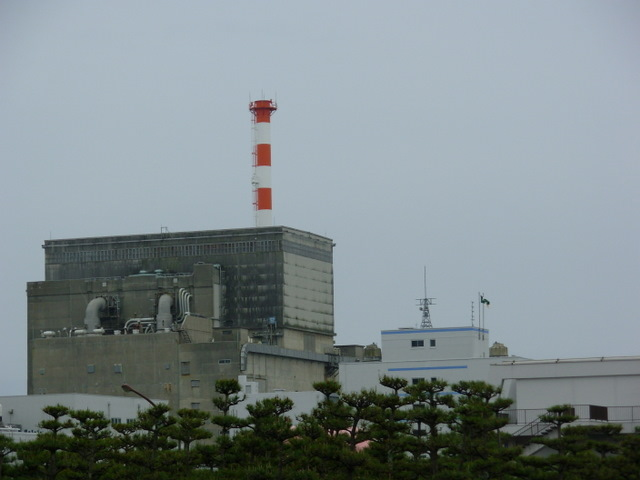
日本、東海発電所

1930年代に人類は核エネルギーを発見した。その最初の実用化は第二次世界大戦中の1945年に成し遂げられた、原子爆弾（原爆）の開発であった。1942年12月2日に研究用原子炉シカゴ・パイル1号が臨界に達し、世界初の人工原子炉となった。その後プルトニウム生産のため試験炉や生産炉が各地に建設された。
史上初の原子力発電は、第二次世界大戦終結後の1951年、アメリカ合衆国の高速増殖炉EBR-Iで行われたものである。この時に発電された量は1 kW弱、200 Wの白熱電球4個を光らせるのがやっとであった。
本格的に原子力発電への道が開かれることとなったのは、1953年12月8日に時のアメリカ合衆国大統領、ドワイト・D・アイゼンハワーが国連総会で行った原子力平和利用に関する提案「Atoms for Peace」（平和のための原子力）がその起点とされている。これは、従来核兵器だけに使用されてきた核の力を、原子力発電という平和利用に向けるという大きな政策転換であった。アメリカではこの政策転換を受け、1954年に原子力エネルギー法が修正され、アメリカ原子力委員会が原子力開発の推進と規制の両方を担当することとなった。
1954年6月27日、ソビエト連邦のモスクワ郊外オブニンスクにあるオブニンスク原子力発電所が、実用としては世界初の原子力発電所として発電を開始し、5 MWの発電を行った。
次に実用化されたのは潜水艦の動力炉であった。原爆の開発からわずか9年後の1954年に最初の原子力潜水艦が進水している。軍事用に開発された原子炉を民生向けに転用するところから原子力発電は始まった。
1955年に、原子力平和利用国際会議が開催され、原子力技術の発展について討議した。
1956年に、世界最初の商用原子力発電所としてイギリスセラフィールドのコールダーホール原子力発電所が完成した。出力は50 MWであった。アメリカでの最初の商用原子力発電所は、1957年12月にペンシルベニアに完成したシッピングポート原子力発電所である。
1957年には欧州経済共同体 (EEC) 諸国により欧州原子力共同体（ユーラトム）が発足した。同年に国際原子力機関 (IAEA) も発足した。
原子力発電初期のキャッチフレーズは、「Too cheap To meter」であった。これは、「原子力発電で作った電気はあまりに安すぎるので、計量する必要がないほどだ」、という意味である。原子力発電はそれだけ安く大量に電気を供給できるものと期待されていた。しかし現実はそうではなかった。バックアップ装置の増設等により、建設費が高騰したのだ。原子力発電は他の発電に比べて設備費の割合が非常に大きいため、建設費が高騰するとその影響がより大きくなってしまった。
1974年には、アメリカ原子力委員会 (AEC) が推進と規制の両方を担当することへの批判から、AECを廃止し、推進をエネルギー研究開発管理部 (ERDA)、規制を原子力規制委員会 (NRC) に分割することとなった。
1974年に、ノーマン・ラスムッセン教授を中心とした原子炉安全性研究において示されたラスムッセン報告により、確率論を基礎にした原子力発電の安全性に関する理論が推進の立場から広く語られるようになった。これによれば、大規模事故の確率は、原子炉1基あたり10億年に1回で、それはヤンキー・スタジアムに隕石が落ちるのを心配するようなものであるとされたのである。現在の原子力発電は、この理論を応用した多重防護というシステムを基に設計されている。
1977年、アメリカでは民主党のジミー・カーター政権が誕生した。カーター政権は1977年4月に核拡散防止を目的としてプルトニウムの利用を凍結する政策を発表した。これによりアメリカでは高速増殖炉の開発が中止され、核燃料サイクルが中止された。これ以降アメリカでは核燃料は再処理されず、基本的にワンススルー利用されるものとなった。
1979年3月28日、スリーマイル島原子力発電所事故が発生した。この事故は、世界の原子力業界に大きな打撃を与えた。特にアメリカ国内では先述した建設費用の高騰と合わせる形での事件であったため、原子力発電の新規受注は途絶えた。
続いて1986年には、1986年時点で最悪の原子力事故であるチェルノブイリ原子力発電所事故が発生。これにより原子力発電を利用していく際のリスクが、一般に広く知れ渡ることとなった。
2000年代以降発電量の伸びは横ばいとなり、2011年の福島第一原発事故は急降下したが、中国の発電量が急増、インド、韓国、東欧、ラテンアメリカ、中東なども増加していき、2021年、2024年と過去最高を記録した。

### 日本
日本でも第二次世界大戦中に原爆開発の研究は行われていたが、戦争末期に資金枯渇のため頓挫。1945年（昭和20年）8月の敗戦後、GHQによって原子力に関する研究が全面的に禁止された。しかし1952年（昭和27年）4月に日本国との平和条約（通称サンフランシスコ講和条約）が発効して禁止が解かれ、1953年（昭和28年）にドワイト・D・アイゼンハワー大統領が国連総会で「平和のための原子力」演説を行ったことも契機となって再開されることとなった。
日本における原子力発電は、1954年（昭和29年）3月、改進党の中曽根康弘・稲葉修・齋藤憲三・川崎秀二らにより原子力研究開発予算が国会に提出されたことがその起点とされている。この時の予算2億3500万円は、ウラン235に因んだものであった。
1955年（昭和30年）12月19日に原子力基本法が成立し、原子力利用の大綱が定められた。この時に定められた方針が「民主・自主・公開」 の「原子力三原則」であった。そして基本法成立を受けて1956年（昭和31年）1月1日に原子力委員会が設置された。初代の委員長は読売新聞社および日本テレビ社主でもあった正力松太郎である。正力は翌1957年（昭和32年）4月29日に原子力平和利用懇談会を立ち上げ、さらに同年5月19日に発足した科学技術庁の初代長官となり、原子力の日本への導入に大きな影響力を発揮した。このことから、正力は日本の「原子力の父」とも呼ばれている。
1956年（昭和31年）6月に日本原子力研究所（原研。現・独立行政法人日本原子力研究開発機構）が特殊法人として設立され、研究所が茨城県東海村に設置された。これ以降、東海村は日本の原子力研究の中心地となっていく。
続く7月1日、通商産業省（通産省）公益事業局原子力発電準備室を設置。10月26日、IAEA憲章に調印（、1957年7月29日発効。）
1957年（昭和32年）8月1日、通産省公益事業局原子力発電管理官を設置。8月27日、日本第1号原子炉、原研のJRR-1（GE製）が日本で初めて臨界状態に達する。
同年11月1日には、電気事業連合会加盟の9電力会社 および電源開発の出資により日本原子力発電が設立された。
1958年（昭和33年）6月16日、日米、日英原子力協力協定調印（12月5日発効）。9月1日、通産省公益事業局原子力発電課を設置。
1961年（昭和36年）6月17日、原子力損害の賠償に関する法律を公布。
1963年（昭和38年）10月26日、東海村に建設された原研の動力試験炉、JPDR（GE製）が日本で最初の原子力による発電試験に成功。これを記念して毎年10月26日は原子力の日となっている。
1964年（昭和39年）5月8日、日本の原子力設備に対する初の国際原子力機関（IAEA）国内査察を実施。7月11日、電気事業法を公布。
1965年（昭和40年）11月1日、通産省原子力発電技術顧問会を設置。　
1967年（昭和42年）10月2日、動力炉・核燃料開発事業団が発足。
1969年（昭和44年）6月12日、原子力船むつが進水。
1970年（昭和45年）3月11日、日本原子力発電（原電）の沸騰水型原発、敦賀発電所が営業運転を開始。電気出力33万1,000 kW。11月28日、初の加圧水型、関西電力美浜発電所1号機営業運転を開始、電気出力34万kW。
なお、日本に初めて設立された商用原子力発電所は東海村に建設された東海発電所であり、運営主体は日本原子力発電である。原子炉の種類は世界で最初に実用化されたイギリス製の黒鉛減速炭酸ガス冷却型原子炉であった。しかし経済性等の問題 によりガス冷却炉はこれ1基にとどまり、後に導入される商用発電炉はすべて軽水炉であった。
2009年（平成21年）9月22日、当時の内閣総理大臣鳩山由紀夫は国連気候変動首脳会合での演説にて、二酸化炭素の25 %排出削減 を含む鳩山イニシアチブを日本の国際公約とする声明を出した。
二酸化炭素排出量25 %削減というこの方針と並行して、温暖化対策としての原子力発電の促進も議論された。火力発電と比べて二酸化炭素の排出が少ない原子力エネルギーは日本の電力需要を満たすキーであることを鳩山は認めており、鳩山内閣として国会にて地球温暖化対策基本法を可決させる予定でいた。当時の環境大臣であった小沢鋭仁もこの法案に関して、原発の記載の必要を唱えていた。内閣府特命担当大臣（消費者及び食品安全担当）福島みずほは、地震が頻発する日本における原発施設の安全性に懸念を示しており、この法案の閣議決定をめぐって鳩山・小沢と温度差があった。
2011年（平成23年）3月11日、東北地方太平洋沖地震に起因する福島第一原子力発電所事故が発生した。
2022年（令和4年）11月30日、自民党の「脱炭素社会実現と国力維持・向上のための最新型原子力リプレース推進議連」（会長：稲田朋美）は決議をまとめ、最新型原子炉へのリプレース（建て替え）を推進する方針を明示するよう政府に求めた。

### 略年表
- 1895年 - 放射線の発見[7]。
- 1939年 - 原子核分裂の発見[7]。
- 1951年 - 世界初の原子力発電がEBR-Iで実施[7]。
- 1953年 - Atoms for Peace提案[13]。
- 1954年 - ソビエト連邦のオブニンスク原子力発電所発電開始[10]。
- 1955年 - 原子力基本法が成立[38]。
- 1956年 - 初の商用原子力発電所、イギリスのコルダーホール発電所運転開始[13]。
- 1957年 - 国際原子力機関発足[13]。
- 1963年 - 日本初の原子力発電実施[13]。
- 1966年 - 日本初の原子力発電所、東海発電所完成[7]。
- 1974年 - アメリカ原子力委員会分割[9]。
- 1979年 - スリーマイル島原子力発電所事故発生[19]。
- 1986年 - チェルノブイリ原子力発電所事故発生[19]。
- 1999年 - 東海村JCO臨界事故発生[39]。
- 2006年 - 国際原子力パートナーシップ発表[40]。
- 2011年 - 福島第一原子力発電所事故発生

## 事故

### 原子力事故

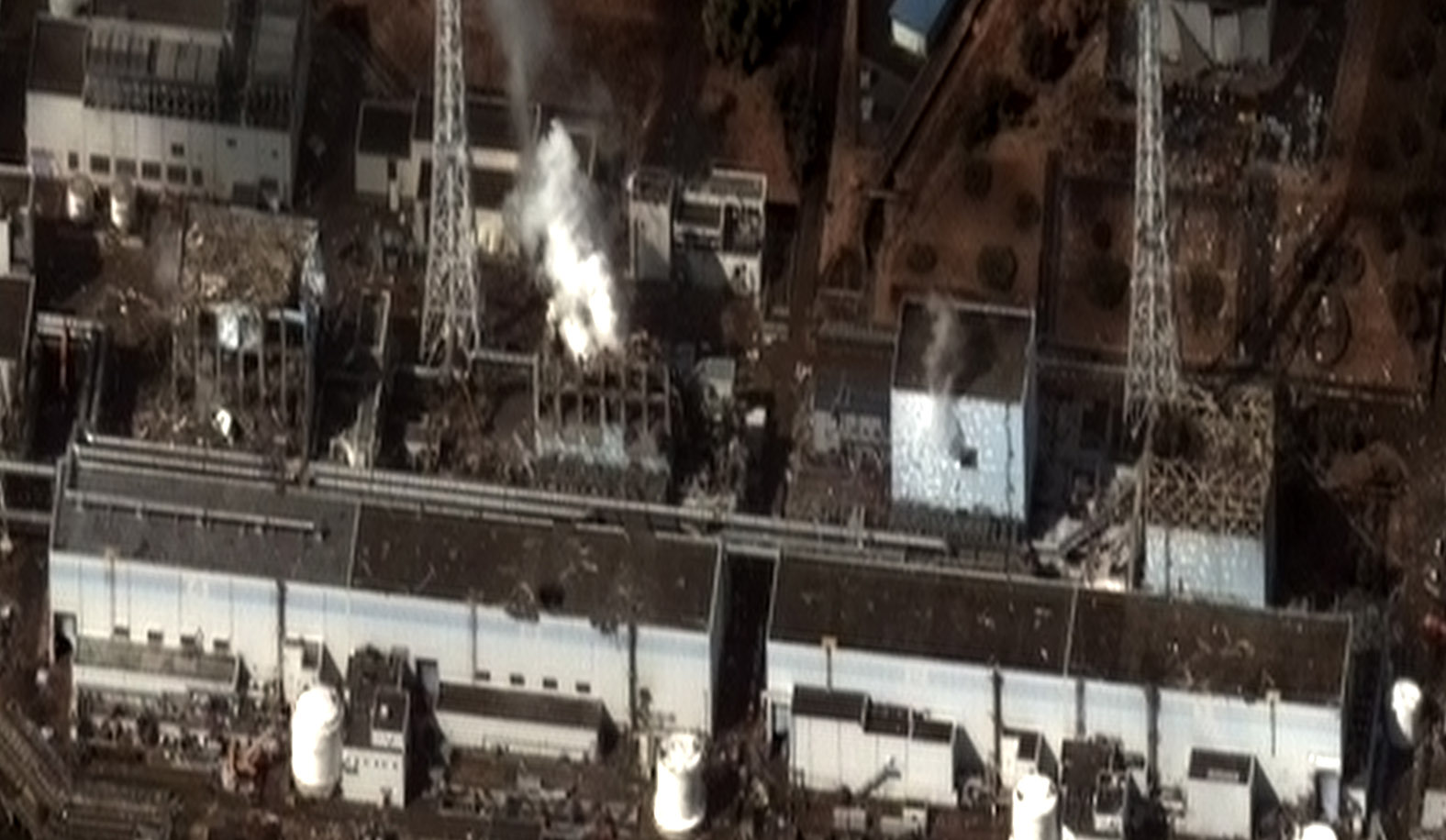
福島第一原子力発電所事故

臨界状態は、核分裂反応が連鎖している状態であるが、仮にこの連鎖反応が一気に進むと、エネルギーの発生も一度に起こり、発生する高熱と強力な放射線が周辺に放たれてしまう。これが核爆発である。ただし、現在の発電用原子炉で核爆発が起きることは全くない とされ、起こり得る事故は以下のようなものとなる。

#### 炉心溶融
原子力発電所で起こり得る最悪の事故としては炉心溶融（メルトダウン）が挙げられる。これは、原子炉の炉心冷却が不十分な状態が続いた結果、もしくは炉心の異常な出力上昇の結果、炉心温度が上昇して溶融に至る事故である。最悪の場合は水素爆発や、より威力が強く破壊される範囲が広い水蒸気爆発などを誘発し、原子炉圧力容器、原子炉格納容器、原子炉建屋等を破壊し、原子力発電所の外に放射性物質を大量に拡散させる恐れがある。
炉心溶融を防止するために、現在は冷却材喪失事故の防止策として非常用炉心冷却装置等の設置、また異常な出力上昇の防止策として原子炉に自己制御性を持たせている。
しかし、現在までに3件以上の事例が記録されており、チェルノブイリ原子力発電所事故では広範囲に放射性物質を拡散させ、一部は日本や中国などの極東においても計測された。また、2011年3月の福島第一原子力発電所事故では1、2、3号炉で炉心溶融が発生していた。

#### 臨界事故
臨界事故とは、制御棒の予期せぬ引き抜け等により想定外の臨界状態になる（持続的な核分裂反応が始まってしまう）ことである。1978年11月2日に福島第一原子力発電所3号機で発生した事例がある。

### 国際原子力事象評価尺度
原子力発電所の事故、故障は国際原子力事象評価尺度に照らされ、0 - 7のレベル (8段階) に分けられることになっている。放射線被曝を伴わない事故の場合でも安全管理不適切と判断され、レベル1以上になることがある。

## 現状

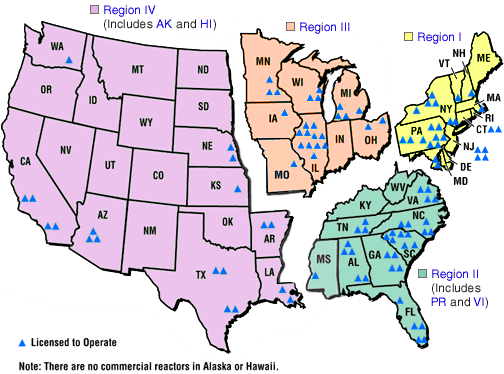
アメリカ合衆国で稼動中の原子力発電所。ちなみに、図中アラスカ州とハワイは左半面”Region IV”に分類されているが、両州とも現在、営業運転する原子炉は存在しない。

原子力発電の現状：2009年
■青：原子力発電を実施中で新規建設も実行中の国。
■水：原子力発電を実施中で新規建設を計画中の国。
■緑：原子力発電を実施していないが新規建設中の国。
■薄緑：原子力発電を実施していないが新規計画中の国。
■橙：原子力発電を実施中。
■赤：原子力発電を実施中だが段階的に廃止予定の国。
■黒：商用原子力発電が認可されていない国。
■灰：原子力発電を実施していない国。

各国の原子力発電比率

2014年の時点で、世界31の国・地域で426基の原子力動力炉が運転されており、同時点での発電容量は3億8,635万6,000 kW（グロス値）である。
以下に各地域の原子力発電の現状を記載する。

### アメリカ合衆国
アメリカ合衆国は最も多くの量の原子力発電を行っており、原子力発電によってアメリカ国内の総電力の19.4%（2013年）を賄っている。2012年8月に使用済み核燃料の最終処分方針が決まるまでの間、新規建設および運転延長許可が凍結されていたものの、その2年後の2014年8月には規制委員会が処分方針を認め、この凍結を解除している。
低炭素社会への対応が求められる中、既存の原子力発電所は老朽化が進んでいるが、大型発電所の新規建設は難しいことから、エネルギー省ではベンチャー企業が開発する小型モジュール炉に資金援助を行っている。
軍用においては、アメリカ国防総省にて前線基地に電力を安定供給する目的の移動型原子炉「Project Dilithium」(後にProject Dilithium」から「Project Pele」へと計画名が変更）の構想があり、2023年には最初の試験を実施、2027年にはアメリカ国内の恒久的な軍事施設に配備する計画がある。

### 中南米
2014年の時点で中南米で原子炉を運転している国はメキシコ、アルゼンチン、ブラジルの3ヶ国である。なお、キューバは1983年に原子力発電所の建設を開始したことがあったが、資金面の影響により1992年に工事を中断し、現在に至っている。

### ロシア
ロシアで運転している原子炉は計29基2,519万kW、2013年の発電量に占める原子力発電の割合は17.5 %。ロシアでの問題は老朽化である。運転中の原子炉の内、6割が老朽化しているといわれている。このため、現在既に11基の原子力発電所を建設中であり、更なる新設計画も立てられている。これらの他に水上原子力発電所としてアカデミック・ロモノソフの建造が2018年に完了しており、これらをシベリアや北極海において資源開発を行う基地に利用する計画があるとされる。

### ヨーロッパ
ヨーロッパ全体での発電量に占める原子力発電の割合は2009年の時点で28 %。欧州連合 (EU) での原子力政策は加盟各国によってまちまちであり、ノルウェー、アイスランド、ポーランド、イタリア等の国では原子力発電は行われていない。反対にフランスは発電量に占める原子力発電の割合が世界で最も高い国である。58基もの原発が稼動しており、総電力の73 %もの電気エネルギーを原子炉から得ている。なおフランスは2007年には国内純発電量の12.4 %に相当する電力を輸出していた。他にイギリス、ドイツ、スペイン等の大国やスウェーデン、フィンランド、ハンガリーといった北欧・東欧諸国で原子力発電を利用中である。
イギリスではボリス・ジョンソン首相が脱炭素の取り組みとして原子力産業への支援を表明しており、ロールス・ロイスが小型モジュール炉の開発を行っている。
ベルギーでは2014年の時点で7基の原子炉を使用しているが、すでに2003年1月に脱原子力法が議会で可決・成立しており、2025年までに原発を廃止するとした。

#### ドイツ
ドイツでは福島第1原子力発電所事故後の反対運動を受け、原子力発電所の完全廃止を決定。2021年末に3基、2022年末までに残る全ての発電所（3基）を停止させる予定としている。しかし2021年には天然ガスが高騰するとともに供給元のロシア情勢が悪化。電力危機が叫ばれ、発電所の閉鎖について見直す声が上がるようになった。こうした情勢の変化に緑の党は「原子力エネルギーの再導入を訴える政治家がいるならば、同時に自分の選挙区に放射性廃棄物を保管したいと言わなければならない」と指摘して牽制を行った。

### アフリカ
アフリカ地域の1人あたりの電力使用量は先進国と比べるとまだまだ低い水準であり、原子力発電を実施している国は南アフリカ共和国ただ1国である。実施は1984年。発電量に占める原子力発電の割合は2014年の実績では5.7 %であった。また、2014年現在でエジプト、ケニア、ナイジェリア、ウガンダ、ナミビアその他の国々が原子力発電の導入を検討しているとされている。

### 中東
中東地域ではイランのブーシェフル原子力発電所が唯一の稼動中の原子力発電所である。しかし、トルコ、アラブ首長国連邦 (UAE) で原子力発電所の新規建設が決定されている。

### 中国
中華人民共和国における原子力は原爆保有が1964年に対し発電は1994年に開始されたばかりで、後発といえる。2013年の発電量に占める原子力発電の割合は2.1 %となっているが、今後の経済発展に伴う需要増に対応するため中国政府は相当数の原発建設を計画している。

### 日本
日本の原子力発電は、経済性や安全性から軽水炉の2つのタイプ、沸騰水型原子炉 (BWR) と加圧水型原子炉 (PWR) が使われている。また、需要に合わせた電気出力の増減、負荷追従運転は行わず、常時一定の電力供給を専門としている。
2010年、日本における電力量の約29%を53基の原子力が担っていた。一次エネルギーとしての原子力エネルギーは電力事業のみであり、日本での一次エネルギーに対する割合は2002年の時点で15%程度となっていた。
2010年時点で営業運転期間が40年に達した敦賀発電所1号機をはじめ、長期運転を行う原子炉が増加する見込みであることから、これらの安全性の維持が課題となっていた中、2011年3月11日に福島第一原子力発電所事故が発生し、世論のみならず国会内部においても原子力撤廃の動きが活発になったことから、しばらく先行きが不透明な時期が続いた。
福島第一原発事故後、福井県の関西電力の大飯発電所3号機・4号機の2基のみが稼動していたがその後停止し、長らくゼロ稼働状態が続いていた。しかし2015年8月11日、九州電力・川内原子力発電所1号機が震災後初めて原子力規制委員会の安全審査を経て再び起動し、9月10日に通常運転に復帰した。一方、福島第2原子力発電所の原発4基は2019年7月に東京電力により廃炉決定がなされた。廃炉には40年を要し廃炉費用は2800億円と見積もられている。2019年に稼働している原子力発電所は9基のみで日本の総発電量における原発割合は5%程度である（2009年度は53基で約29%であった）。

#### 発電比率
日本の各電力会社での全発電量（売買電力量を含む）に占める/占めていた原子力発電比率（2009年前後）は以下の通り。
| 電力会社   | 発電比率 |
| ---------- | -------- |
| 北海道電力 | 約40%    |
| 東北電力   | 約16%    |
| 東京電力   | 約23%    |
| 中部電力   | 約15%    |
| 北陸電力   | 約33%    |
| 関西電力   | 約48%    |
| 中国電力   | 約8%     |
| 四国電力   | 約38%    |
| 九州電力   | 約41%    |
| 沖縄電力   | 0%       |

### 世界の原子力発電所開発状況
31ヶ国中上位15ヶ国を掲載。2014年のデータ。
| 国名           | 原子炉数 | 発電量     |
| -------------- | -------- | ---------- |
| アメリカ合衆国 | 100基    | 10,328万kW |
| フランス       | 58基     | 6,588万kW  |
| 日本           | 48基     | 4,426万kW  |
| ロシア         | 29基     | 2,519万kW  |
| 韓国           | 23基     | 2,072万kW  |
| 中国           | 17基     | 1,479万kW  |
| カナダ         | 19基     | 1,424万kW  |
| ウクライナ     | 15基     | 1,382万kW  |
| ドイツ         | 9基      | 1,270万kW  |
| イギリス       | 16基     | 1,086万kW  |
| スウェーデン   | 10基     | 943万kW    |
| スペイン       | 7基      | 740万kW    |
| ベルギー       | 7基      | 619万kW    |
| 中華民国       | 6基      | 525万kW    |
| インド         | 20基     | 478万kW    |
| 世界合計       | 426基    | 38,636万kW |

## 原子力発電の推進／撤退をめぐる状況

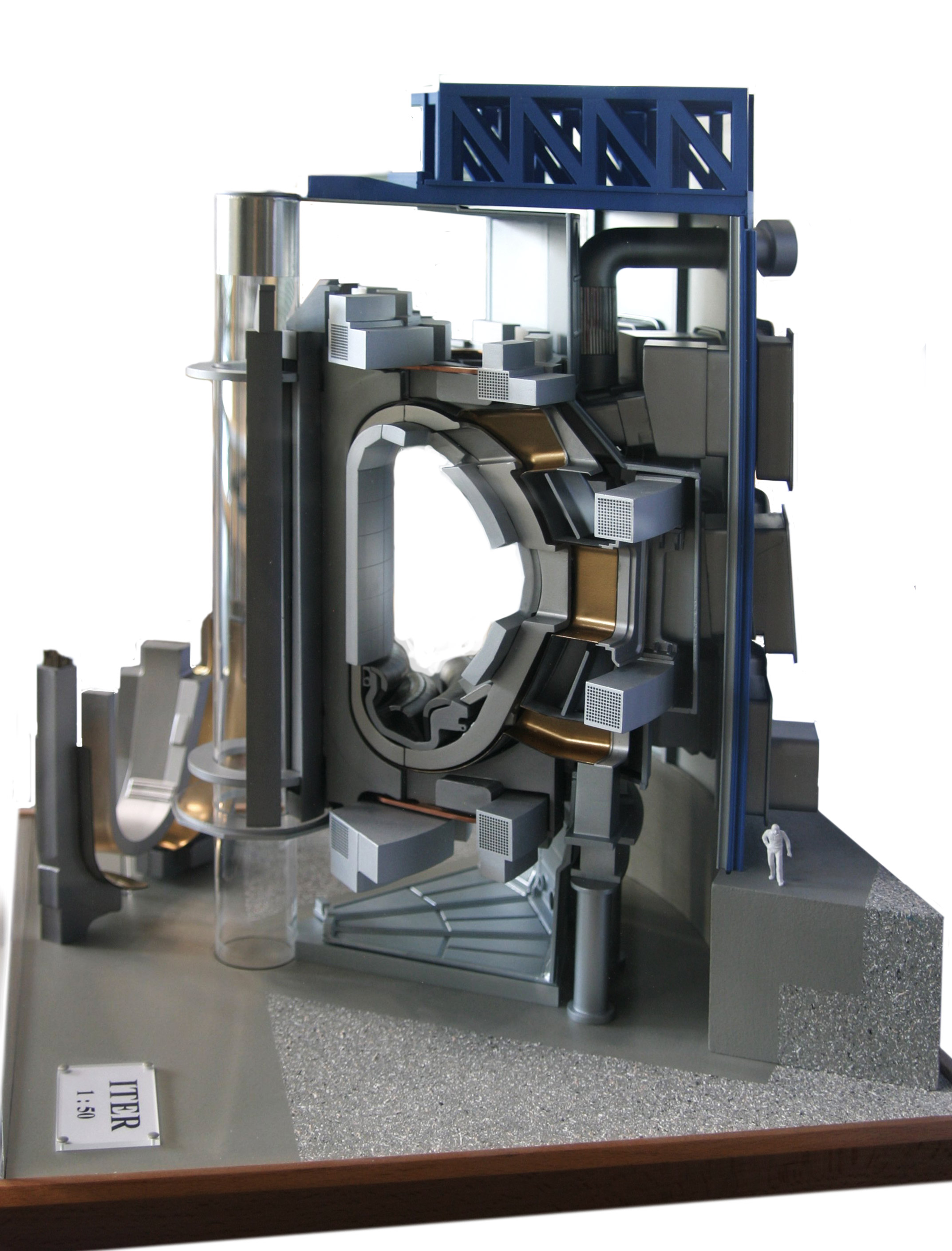
核融合の実験施設である国際熱核融合実験炉の炉心モデル

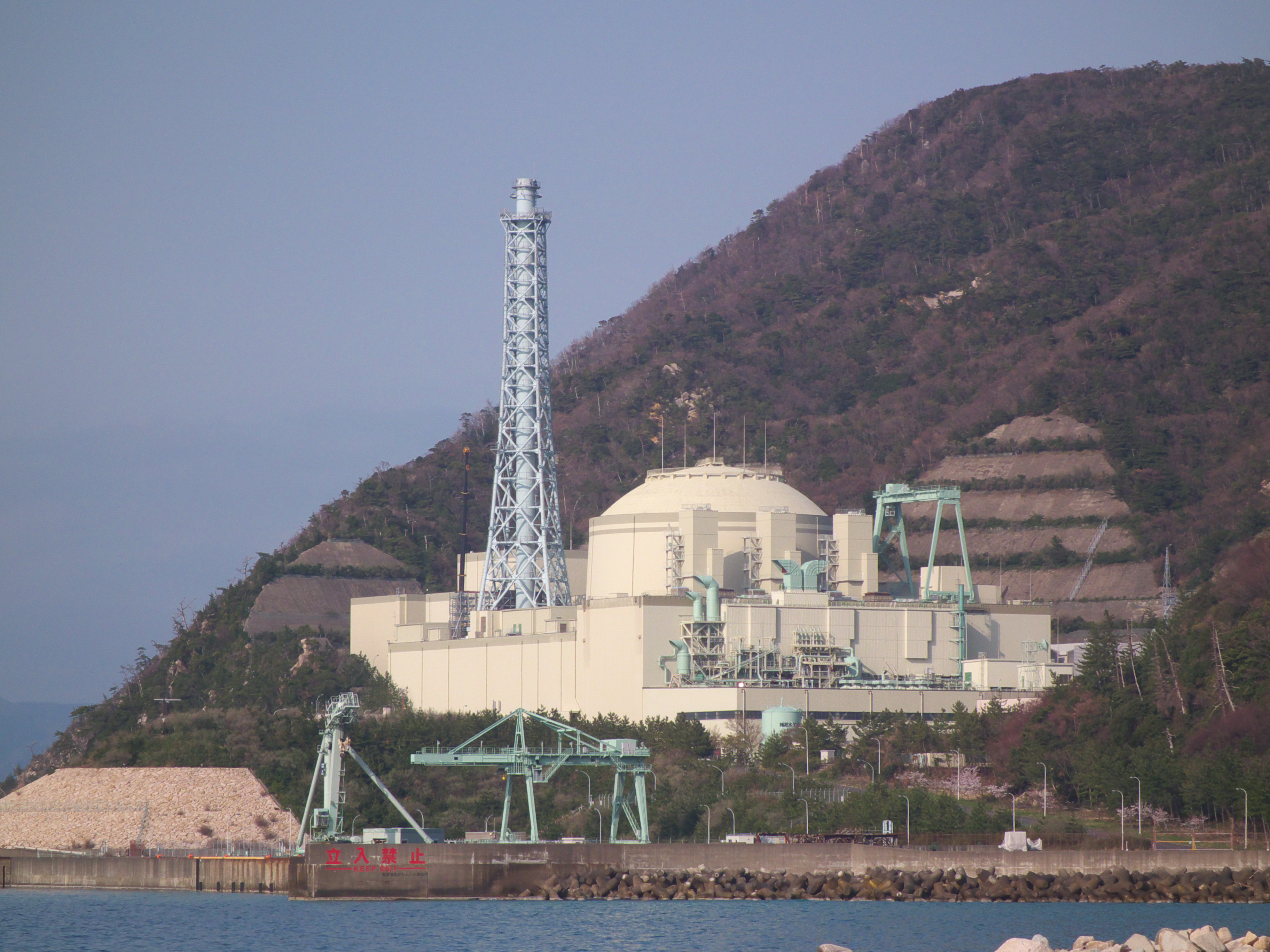
第四世代原子炉に挙げられる高速増殖炉の「もんじゅ」

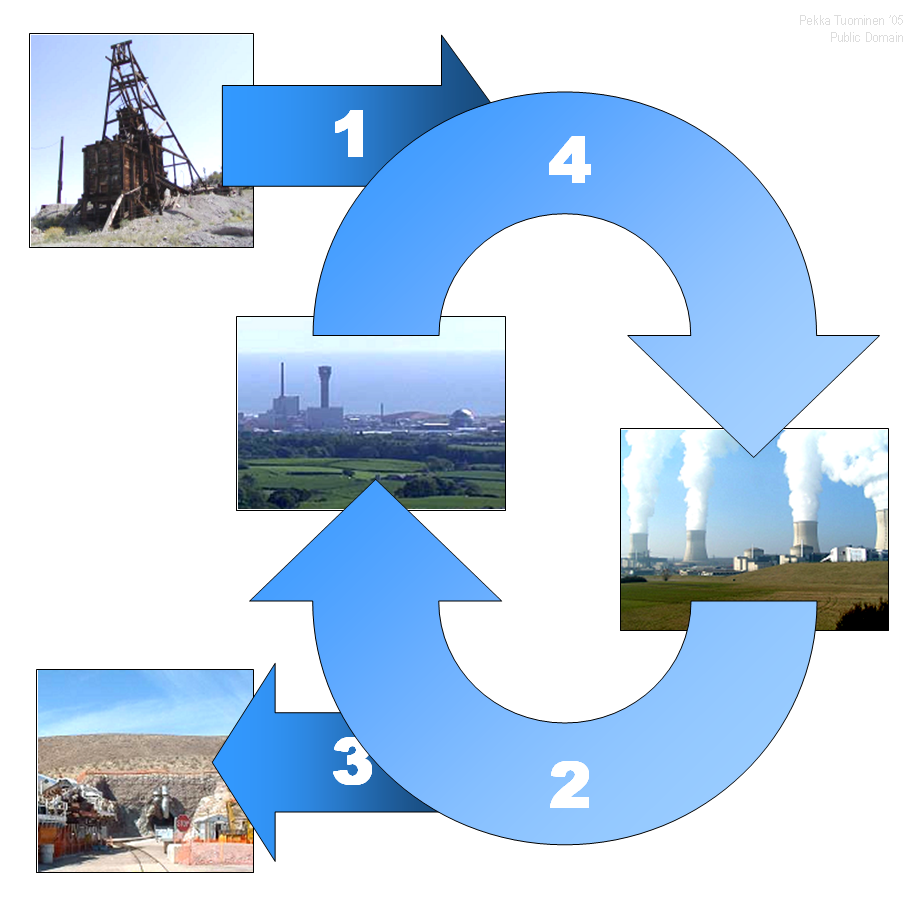
核燃料サイクルの概念図。
1. 閃ウラン鉱の採掘
2. 発電所から再処理工場へ
3. 地層処分
4. 発電所の燃料へ再加工

現在、世界的には2つの流れがある。すなわちエネルギー源としての原子力の利用を削減、廃止していこうとする流れと、エネルギー源としての原子力の利用を推進していこうとする流れである。

### 原子力撤廃
ベルギーでは2003年1月に脱原子力法が成立し、2004年に7基あった原子炉を2025年までに全廃すると決めた。
スウェーデン、イギリスは脱原子力を過去に目指していたものの、地球温暖化等の問題によりその政策を見直した。
2011年3月の福島原発事故後、ドイツ、スイスが脱原発に踏み出した。イタリアも国民投票の結果、投票の9割を超える反対で原発再開は凍結された。

### 原子力推進
福島第一原発事故後、原子力の利用の維持・拡大を目指した動向は以下の通り。
アメリカ合衆国
アメリカでは、シェールガスの増産に伴うガス価格の低下の影響で、100基の原子炉のうちいくつかが稼働を停止した。一方、2013年には30年ぶり以上となる新規原子炉建設に着工し、2014年現在5基を建設中である。
エネルギー省の見通し（2014年版）によれば、2012年現在の原子力発電設備容量102GWに対して、今後2040年までの間に4.8GWの発電設備が廃棄される一方で、新規の建設もなされ、結局2040年まで現状と同じ102GWの原子力発電設備を維持する見通しとなっている。原子力の利用を継続するためにアメリカでは当初40年であった運転認可が60年まで延長されており、すでに100基中、半数以上の原子炉で認可が下りている。さらに、60年を超えた運転延長も検討中である。老朽化した既存の発電所よりも低コストで安全とされる小型モジュール炉への転換も検討されている。
ロシア
ロシアでは、国内の原子力発電所の新設を進めるとともに、国外への原子力プラントの輸出を含めた原子力推進方針を明確にしている。2011年12月には、トヴェリ州のカリーニン原子力発電所4号機が建設を終え、新規運転開始した。その操業式典において国営原子力企業ロスアトムのセルゲイ・キリエンコ総裁は、今後20年間で国内38基、海外28基の新規原発建設を含む3,000億ドル相当の投資を行うと発表している。ロスアトムはロシア国内や旧ソ連圏のみならず、ベトナム、トルコやインドなど海外諸国への原子力売り込みを活発化させている。
イギリス
イギリスは西側世界で最初に商用の原子力発電を開始した国であり、1990年代後半には発電電力量の1/4を原子力が賄っていた。チェルノブイリ原子力発電所事故後、原子力開発は停滞し、プラントの老朽化・閉鎖に伴い発電シェアは低下を続けていた。2000年代に入って北海油田の枯渇や地球環境問題への対処から原子力を見直す機運が高まり、温室効果ガスの削減目標（2050年に1990年比で80%削減）に合わせて、2008年の原子力白書において原子力を積極的に推進する方針が明確に打ち出された。低炭素エネルギーの導入促進のための差額補填契約 (CfD) による補助の対象に原子力も入れることで、新規建設を進めようとしている。2013年には英国内で原子力発電所の建設を目指すフランス電力と英国政府の間でCfDの合意・契約がなされ、欧州委員会の承認の下、新規建設が進められようとしている。
中国
中国では福島第一原発事故の直後に原子力発電所の新規建設許認可を一時停止していたが、翌2012年には安全基準の充足を確認できたとして許認可停止を解除、多数の原子力発電所建設を開始した。中国は2014年現在、31基34GWと、世界で最も多数の原子力発電所を建設中の国である。2014年現在の発電設備容量15GWに対し、2020年には58GWの発電所を運転、さらに2030年までに200GWまで建設を進める計画である。発電用原子炉の建設のみならず、高温ガス炉や高速増殖炉、小型炉などの新技術を積極的に開発し、海外への原子力輸出も進めて、原子力発電強国を樹立することを目指している。
韓国
韓国でも福島第一原発事故後、依然として原子力新設の動きが進んでいる。2013年に大統領に就任した朴槿恵政権は2014年、現在の原子力発電所23基に対して今後建設中・計画中の11基を稼働させ、さらに5 - 7基を2035年までに運転開始させるという長期エネルギー基本計画を決定した。また、海外への原子力プラント輸出戦略も進めており、2030年までに計80基の発電所を輸出することを目指している。すでにアラブ首長国連邦に最初の原子力発電所輸出を行っているが、今後も東南アジアやアフリカに輸出を進める方針とされる。
インド
インドでは、欧米で利用が拡大してきた軽水炉の技術ではなく、トリウム燃料サイクルの技術開発を進めてきた。しかし核拡散防止条約に未加盟であることから諸外国との原子力協力が進まず、原子力発電設備の拡大は限定的であった。その後2007年に締結された米印原子力協定以降、海外諸国（日本など一部を除く）との協力関係が進み、大量の軽水炉建設計画が急速に進展した。2032年までに、現在の日本の設備容量を超える63GWまで原子力発電設備を拡大する目標を持っている。
フランス
フランスは発電電力量のうち70 - 80%が原子力であり、アレヴァを中心とする巨大な原子力産業をもち、海外への原子力事業展開を積極的に進めていることでも知られる原子力大国である。しかし2012年に大統領となったフランソワ・オランドは原子力への依存度低減を公約として掲げており、2014年には2025年までに原子力比率の50%までの低減を目指す法案が可決された。一方で、現在建設中であるフラマンヴィル原子力発電所3号機は予定通り建設・運転開始を進める方針とされており、今後の動向が注目される。
カナダ
小型モジュール炉の開発支援を表明したが、環境団体などが反対している。
新規開発国
既に原子力発電所を有している国での原子力推進計画に加えて、新たに原子力を導入しようとしている国もある。前述のアラブ首長国連邦 (UAE)、トルコ の他、サウジアラビア、ヨルダン、ポーランド、カザフスタン、ベトナム などが挙げられる。UAEはすでに2012年に原子力発電所の建設に着工しており、原子力公社は2017年から2020年の間に4基の原子力発電所の運転開始を目指している。ベトナムは2030年までに原子炉14基を稼働させる計画を明らかにした。

### 世界の原子力発電所新規建設計画
2014年10月時点で、運転可能な原子力発電所を所有する30カ国に対し、新たに建設する計画のある国（提案段階含む）は17カ国である。既に所有している国での増設含め、世界全体で新規建設中・計画中の原子力発電所は以下の通り。
| 状況                                    | 基数  | 発電設備容量 |
| --------------------------------------- | ----- | ------------ |
| 現在運転中、もしくは運転可能 (Operable) | 436基 | 376,302MWe   |
| 現在建設中 (Under construction)         | 72基  | 74,614MWe    |
| 新規建設予定 (On order or planned)      | 174基 | 191,270MWe   |
| 新規提案段階 (Proposed)                 | 301基 | 331,370MWe   |

### 日本の原子力発電政策
経済産業省の総合資源エネルギー調査会電気事業分科会の原子力部会は、2006年6月時点でまとめた報告書に「日本の原子力政策は、原子力設備の更新が予想される2030年以後も原子力発電が現在の総発電量の3割程度という水準か、それ以上の割合を占めることが適切である」といったことを記載し、それが資源エネルギー庁のウェブサイトにも掲載された。MOX燃料によるプルサーマル計画が開始した。また、増え続ける使用済み核燃料に含まれるプルトニウムの処分方法とウラニウムの輸入量を減らすための解決策として、高速増殖炉計画が推進され、高速増殖炉もんじゅが試験を繰り返していた。

#### 福島原発事故以後の原子力発電政策、2030年エネルギーミックス構想
福島原発事故により、エネルギー計画は大幅に見直されることとなった。福島原発事故後の2015年6月に、政府はコスト試算および地球温暖化ガス削減などを考慮して、2030年に目標とする電源構成比率（エネルギーミックス）を決定した。これは単なる目標であるが、それによれば原子力発電20-22%、再生可能エネルギー発電（水力含む）22-24%、石炭火力発電26%、液化天然ガス・石油火力発電30%である。この目標数字は2019年に政府によって継続が承認された。
しかしながら原子力発電の比率は、50基以上あった原子力発電所を原子力規制委員会の再稼働認可と地元の同意をとって30基以上を再稼働かつ運転期間を60年に延長した場合の数字であり、達成は困難とする見方が強い。しかも政府は原子力発電依存度はできる限り低下させることを発表している。福島事故前の日本の原発依存度は26%であったが、現在の再稼働状況(9基が稼働中)から2030年原発依存度を予測すると、原発新増設やリプレイスが無ければ17%程度にしかならずエネルギーミックス目標の20%に達しない。
なお地球温暖化防止に関する世界的議論から化石燃料特に石炭火力発電の抑制が要求され、日本では石炭・ガス火力発電の割合55%以下にする目標が立てられている。すなわち原子力発電と再生可能エネ（水力含む）発電の割合を45%以上に高めることが求められている。それによって日本の国際約束である二酸化炭素26%削減を実現するものである。

### 原子力産業
エネルギー安全保障問題、地球環境問題等の影響で世界的に原子力への期待が高まっている。そのため、原子力エネルギー政策の国際的な協調が行われるようになってきており、アレヴァと三菱重工業、ウェスティングハウス・エレクトリック（CBSコーポレーション）と東芝、ゼネラル・エレクトリックと日立製作所が提携するなど、原子力産業界に変化が見られる。
日本では、国外の売り込みにおいてUAEで韓国勢に、ベトナムではロシア勢に それぞれ敗れるなど遅れが目立ち始めたため、2010年10月には東芝・日立・三菱重工に加え東京電力などの電力会社を交えた合弁会社として国際原子力開発を設立し、日本国外向けの受注活動で相互協力する姿勢を示している。しかし福島原発事故のために原子力発電所建設費用は従来の3倍に上昇し、2019年現在海外原子力発電建設の案件は全く無くなった。

## 諸議論（原子力発電の利点と問題点）

### 利点
現行の原子力発電の利点として、以下の諸点が主張されている。
火力発電と比べて二酸化炭素排出量が少ない
- 火力発電に対する原子力・再生可能共通のメリットとして、発電過程においては、温室効果ガスである二酸化炭素を排出しない[121]。また全工程（両者、プラントの建設や燃料の採掘・濃縮・輸送などを含める）で火力発電と比較した場合、二酸化炭素の排出量が十分の一以下である[122][123]。

窒素酸化物と硫黄酸化物を排出しない
- 火力発電に対する原子力・再生可能共通のメリットとして、酸性雨や光化学スモッグなど大気汚染の原因とされる窒素酸化物や硫黄酸化物を排出しない[124]。

低コスト
- 発電量あたりの単価が安く、優れた経済性をもつ[124]。立地や研究開発、高レベル放射性廃棄物処分、再処理、廃炉などのコストを全て含んだとしても、火力発電に比べてコスト競争力をもち、特に化石燃料価格の上昇時にはコスト優位性が高まる[125]。しかし既存原発の再稼働に限定すれば原発にコスト競争力があっても、新規に原発を建設するとなると福島原発事故以後には建設コストが従来の2-3倍に跳ね上がっており（原発1基建設に1.5兆円かかる）、原発にコスト競争力があるとは言えなくなった。
- 発電コストに占める燃料費の割合が他の燃料系の発電方法に比べ極めて低いため、燃料価格が上昇してもトータルの発電コストが上昇しにくい[124]。
- 火力発電に比べた場合、燃料のエネルギー密度が高く、備蓄および輸送が容易な面もある[126]。
- 火力発電に比べた場合、燃料を一度装填すると1年程度は交換する必要がない[126]。

燃料の安定供給性
以下は、火力発電（特に石油）に比べてのメリットである。
- 中東に大きく依存する石油と違い、ウラン供給国はオーストラリアやカナダなど、政情の安定した国が多い[124][127][128][129]。
- 仮に海水中のウランやトリウム資源といった膨大な資源量を考慮せず、地表付近に埋蔵されるウランのみに限ったとしても、可採年数（確認可採埋蔵量÷年間生産量）は石油や天然ガスに比べて大きい（石油42年、天然ガス60年、ウラン100年、石炭122年）[130]。なお、資源量を「豊富」と評する意見もある[131]。
- 核燃料物質の国際的な入手ルート・価格がほぼ確立し安定しているために、化石燃料型の発電に比べて相対的に安定した電力供給が期待できる[132]。

技術進歩によるメリット向上の可能性
- 比較的少量の核燃料を繰り返し使用する核燃料サイクルが確立できれば、燃料資源の乏しい国でも核燃料物質の入手に関わる制約を緩和できる[133]。使用済み燃料の中からプルトニウムを抽出し、再度利用するプルサーマルについては、欧州先進諸国において既に数十年以前から継続的に実施されている[134]。また、日本では高速増殖炉もんじゅの研究開発が停滞しているが、世界ではロシア、中国、インドやフランスなどの諸国が高速炉の研究開発を継続しており、それぞれ新たに実証炉や商用炉の運転が目指されている[135][136]。
- 海水からのウラン捕集が安価に実現すれば、さらに豊富な資源を利用できる。ウランの捕集自体はすでに成功しており、技術開発を進める日本原子力研究開発機構の研究者は、将来的には鉱石ウランと比較しても十分に採算のあるウラン燃料を作れると予想している[137][138]。

交付金
- 日本の場合、電源立地地域対策交付金などの電源三法交付金制度がある[139]。

火力発電に比べて安全
- 発電量TWhあたりの死者数は、石油火力の場合36人、石炭火力の場合は161人、LNG火力の場合は4人に対し、原子力発電の場合は0.04人と、原子力発電より火力発電の方が圧倒的に多く、危険である[140][141]。つまり、逆に言えば、火力発電に比べて原子力発電の方が安全ということになる。

### 問題点
現行の原子力発電には以下の問題点が主張されている。
環境負荷
- 平時における三重水素の放出[142]。
- 平時における温排水の放出（コンバインドサイクル火力発電所では出力100万kWあたり40m3/秒、ガスタービンと蒸気タービンのコンバインドサイクル火力発電所では25m3/秒、原子力発電所では70m3/秒）[143]。

危険性
- 重大事故が発生すると環境に甚大な被害を与え、その影響は数千キロメートルを超え広範囲に及ぶ[144]。また、日本共産党中央委員会付属社会科学研究所所長の不破哲三は、次のように述べている[11]。軽水炉の場合、万が一、水が止まってしまうと、大量に発生し続ける崩壊熱を除去できなくなり、30分後には核燃料が溶け始めてばらばら（炉心溶融）になり、2時間ほどで原子炉が損傷、破壊されるという構造上の不安定性を抱えている[11]。このような事態は、放射性降下物（一般的に死の灰と呼ばれる）の大量放出、社会的な非常事態に直結している[11]。
- 重大事故が発生し、高レベルの放射線や放射性物質が大量に漏洩した場合、人間が接近することが困難となり、修復が著しく困難になる[145]。
- 日本共産党の不破哲三は、放射性廃棄物の後始末ができない、と述べており[11]、「トイレなきマンション」と呼ばれることもある[146]。日本学術会議のある検討委員は、地震の多い日本では地層処分を行うのは困難であり、非常に危険な賭けである、と述べている[147]。数万年という長い半減期を持つ高レベル放射性廃棄物に対しては、地下深くに埋設して処分する深地層処分が検討されているが、しかし、放射性物質の漏洩のリスクへの恐れなどから、地域住民の中には近隣での処分に反対する人も多い。現在、スウェーデンとフィンランドを除く多くの国で地下埋設の処分地が確保できていない[146][148]。日本でも、その安全性についてはさらに評価を進める必要があるとされ[149]、高レベル放射性廃棄物の最終処分地は未だ決まっていない[150]。
- 日本では、冷却水を利用するために立地場所を海岸線沿いにしている[151][152]。この場合津波の被害を受ける可能性がある[153]。
- 後進国や発展途上国で原発が建設された場合、安全性が懸念される[154]。
- 発電施設および核廃棄物処理施設へのテロリズムの危険[155]。軍事目標としての脆弱性[156]。

有限な資源量
- 地殻中の天然ウラン資源量は有限であり、将来枯渇する[157]。たとえばウランは一般に100年の可採年数とされるが（前出）、70年とする試算もある[158]。
- プルトニウムは天然にはほとんど存在せず、ウラン燃焼後の使用済燃料の中に生成される。高速増殖炉でこれを大量に利用することが検討されているが、日本ではもんじゅのトラブルが相次いだ。MOX燃料として利用することも可能であるが、高速増殖炉を利用したときのような量は確保できない。

軍事との関連
- 天然ウランから核燃料を作る工程で発生する劣化ウランは劣化ウラン弾として使用可能[159]。
- 使用済み核燃料に含まれるプルトニウムは核兵器の材料となり得る（開発国に対しては核拡散防止条約の批准を義務付けることが必要）。ただし、抽出には非常に高い技術と専用の設備が必要である[160]。
- 再生可能エネルギーが普及し原子力による発電量が減少している中でも核保有国が小型モジュール炉の開発を行っているのは、軍事に必要な核技術を維持するためであり、政府や産業界の都合で原子力発電が維持されているという主張がある[53]。

高コスト
- 使用済み核燃料の管理、廃炉、事故時の賠償等、周辺的な事項に多大なコストが掛かる[53]。フィンランドやフランスでは、アレヴァ社による初めての第3世代原子炉建設であるという理由や、建設遅延等のため、新規原子炉建設の費用が高騰しているといわれる[161][162]。
- バックエンド費用は莫大な額になると推定されている。再処理費用についても、電気料金を財源とする費用は六ヶ所再処理工場での再処理に充てられる分だけであり、全ての核燃料の再処理にはさらなる費用負担が必要だと推定されている[163]。
- 原子炉の運転に伴い中性子線やガンマ線が発生するため、発電施設で働く作業者が過度に被曝しないよう、遮蔽を考慮した設計にする、管理区域を設けるなど特別の対応をする必要がある[164]。
- 電力の生産地と消費地が離れて存在するため、長距離送電時の電力ロスが大きい、送電網のコスト、また送電線事故での停電リスクが増大する[165]。
- 経済学者の円居総一は「発電単価の比較において、採算性が悪く高コストである原子力の安全性を強化すること自体、経済効率性を削ぎ経済負担を増加させてしまう」と主張している[166]。円居は「原子力発電に、幼稚産業的な、将来的に基幹産業になっていくという潜在性があったのなら、政府の支援も合理性がある。しかし、核廃棄物の処理が永続的であることを考慮すれば、幼稚産業保護の基準を満たし得ない」と主張している[167]。
- 再生可能エネルギーのコストが低下する一方で、原子力発電は基準の厳格化などでコストが増大し、メリットが薄くなっているという主張がある[53]。

その他
- 円居総一は「日本の電力をすべて原発に代えても、世界規模でのCO2削減効果は0.21%にしかならない」と主張している（2001年時点）[168]。
- 日本では一定出力で運転がなされているため、需要の増減に対する調整能力がなく、夜間電力の利用促進などがなされてきた[169]。円居総一は「原子力発電は、発電量を調整できないため無駄な電力を生みやすく、社会的な効率性を阻害してきた」と主張している[170]。なお、この問題は蓄電池の開発が進めば解決できる。
- 原子力に対し、電力料金に含まれる電源開発促進税を財源とする財政費用が最も多く充当されてきた[163]。
- 原子炉の解体処分に伴い、低レベル放射性廃棄物に相当する廃棄物が大量に発生する[171]。
- 日本では、将来の原子力発電を担う技術者が減少傾向にあり[172]、原子力関係の学科も減少傾向にある[173]
- 需給に合わせた細かい出力の調整ができない[174]。高性能な蓄電池の開発により解消できるが、同時に太陽光や風力にもメリットが生まれるため、コスト面での競争力が低下する。
- シビアアクシデント発生時に被害を最小化するため、また本質的な大きい危険性を内包する発電所なので、電力消費地を遠く離れた「田舎」にしか建設できず、地域差別的な社会的倫理が問われる[要出典]。原発推進の根拠としてよく言及される石油枯渇に関しては、石油製品の使用量減少および石油の採掘技術の向上などにより、可採埋蔵量は年々増加傾向にあるという資料[175][176][177] がある。

### 揚水発電
夜間などの需要減により”余ってしまう”原子力発電電力の有力な受け皿として、揚水発電所が設置されていることがある。夜間などの消費電力量が少ない時間帯に”余った”電力で低い場所から高い場所にポンプで揚水（つまり「水汲み」）しておき、昼間などの消費電力量が多くなる時間帯に水を高所から低所に落とし、その水力で発電をする。
一方、揚水発電は原子力のみのために作られたものではない、という意見がある。

## 諸試算

### 原子力発電とその他の発電コスト試算

#### 経済産業省による試算1
1999年に通商産業省（現経済産業省）資源エネルギー庁の発表によれば、1kWhあたりの発電コストは次のように試算された。
- 原子力 5.9円
- LNG火力 6.4円
- 石炭火力 6.5円
- 石油火力10.2円
- 水力 13.6円

#### 経済産業省による試算2
2010年に経済産業省資源エネルギー庁は、各エネルギーにおける1kWhあたりの発電コストを再試算した（ただしこれは福島原発事故以前のデーターを用いたものである。なお、この内原子力発電コストの見積もりについては、原子炉建設の際の漁業補償金、原子力に特有な再処理費用、1kWhあたり1 - 2円の燃料費等のバックエンドコストは含んでいるが、電源三法による地元への交付金（税金）、電力企業からの地元対策寄付金、原子炉廃炉解体費用、原発事故の際の賠償金等は含んでいないため、これらを算入すると原子力発電コストはさらに高くなる。）:
- 太陽光 49円
- 風力（大規模）10 - 14円
- 水力（小規模除く）8 - 13円
- 火力 7 - 8円
- 原子力 5 - 6円
- 地熱 8 - 22円

（注）2008年における日本のエネルギー別の発電電力量割合は、原子力 26.0%、石油火力 10.3%、石炭火力 25.2%、LNG火力 28.3%、水力 7.8%、その他2.4%であった。

#### 立命館大学国際関係学部教授 大島堅一による試算
エネルギー政策が専門の大学教授である大島堅一は、2010年に各エネルギーにおける1 kWhあたりの発電コストを次のように試算した。
- 原子力 10.68 円
- 火力 9.90 円
- 水力（一般水力）3.98 円

なお、「一般水力」とは、揚水発電を除いた余剰電力のエネルギー貯蔵を行わない通常の水力発電を指す。

#### 米国エネルギー省エネルギー情報局による試算
2010年に米国エネルギー省アメリカ合衆国エネルギー情報局 (DOE/EIA) が公表した、2016年にアメリカで運用を開始する新規発電所の百万kWhあたりの発電コストは以下の通り。なお、1ドル＝90円としてkWhあたりコストも表示。
| 発電方法            | 発電方法                                 | 発電コスト （米ドル/百万kWh） | 発電コスト （円/kWh） |
| ------------------- | ---------------------------------------- | ----------------------------- | --------------------- |
| 石炭火力            | 従来型石炭火力                           | $94.8                         | ￥8.5                 |
| 石炭火力            | 改良型石炭火力                           | $109.4                        | ￥9.8                 |
| 石炭火力            | 改良型二酸化炭素貯留石炭火力             | $136.2                        | ￥12.2                |
| 天然ガス（LNG発電） | コンバインドサイクル                     | $66.1                         | ￥5.9                 |
| 天然ガス（LNG発電） | 改良型コンバインドサイクル               | $63.1                         | ￥5.7                 |
| 天然ガス（LNG発電） | 改良型二酸化炭素貯留コンバインドサイクル | $89.3                         | ￥8.0                 |
| 天然ガス（LNG発電） | 従来型燃焼タービン                       | $124.5                        | ￥11.2                |
| 天然ガス（LNG発電） | 改良型燃焼タービン                       | $103.5                        | ￥9.3                 |
| 改良型原子力発電    | 改良型原子力発電                         | $113.9                        | ￥10.3                |
| 風力                | 風力                                     | $97.0                         | ￥8.7                 |
| 洋上風力            | 洋上風力                                 | $243.2                        | ￥21.9                |
| 太陽光発電          | 太陽光発電                               | $210.7                        | ￥19.0                |
| 太陽熱発電          | 太陽熱発電                               | $311.8                        | ￥28.1                |
| 地熱発電            | 地熱発電                                 | $101.7                        | ￥9.2                 |
| バイオマス          | バイオマス                               | $112.5                        | ￥10.1                |
| 水力発電            | 水力発電                                 | $86.4                         | ￥7.8                 |

#### 政府機関による福島原発事故後の発電コスト試算
2011年11月8日に内閣府の原子力安全委員会では、深刻な原発事故は1基あたり500年間稼働すると1回発生し、その際5兆円の損害賠償が必要になると仮定し、従来コストに1.6円積み増して原発コストが最大7.6円/kWhと試算する中間報告を出した。
さらに上記とは別に、2011年12月13日、内閣府国家戦略室のコスト等検証委員会が発表した各発電コスト（円/kWh）の2010年時点価格と2030年予測は下記の通り。これによると、既に2010年段階で、原子力と石炭・LNG火力発電コストは約10円/kWhでほぼ等しい。日本の火力発電のうちでも石油火力発電コストは特に高く、太陽光発電と同等の約37円/kWhのコストが掛かっている。また、原子力は廃炉費用・再処理費用・高レベル放射性廃棄物処分費用・立地費用・研究開発費用・事故リスク対応費用などを全て含んで8.9円/kWh以上となっており、この試算段階で5.8兆円と想定された福島第一原発事故の被害額が追加的に1兆円上昇すると、原子力発電単価は0.09円/kWh上昇する、とされた。事故の総費用が正確に分からない現状を反映しているので流動的である。
| 発電方法     | 2010年        | 2030年        |
| ------------ | ------------- | ------------- |
| 原子力発電   | 8.9円/kWh以上 | 8.9円/kWh以上 |
| 石炭火力発電 | 9.5           | 10.8          |
| LNG火力発電  | 10.7          | 10.9          |
| 石油火力発電 | 38.9          | 36.0          |
| 陸上風力発電 | 9.9 - 17.3    | 8.8 - 17.3    |
| 洋上風力発電 | 9.4 - 23.1    | 8.6 - 23.1    |
| 地熱発電     | 8.3 - 10.4    | 8.3 - 10.4    |
| 太陽光発電   | 33.4 - 38.3   | 9.9 - 20.0    |
| ガスコジェネ | 10.6 - 19.7   | 11.5 - 20.1   |

さらに2015年5月26日、経済産業大臣の諮問機関である総合資源エネルギー調査会の元に設置された専門家会合（発電コスト検証ワーキンググループ）は、2030年エネルギーミックス策定のための電源別発電コストの再検証試算を発表した。その結果は以下の表の通り。表中の数値は政策経費も含む発電単価である。
原子力発電については、追加的安全対策費などでコストアップし、かつ福島第一原発事故の被害額が9.1兆円に上方修正された一方で、追加的安全対策により事故発生頻度が1/2に引き下げて評価され、2030年モデルプラントで10.3円/kWhからとされた。なお9.1兆円の事故被害額が仮に1兆円増加すると、原子力発電単価は0.04円/kWh上昇する。この試算においても廃炉費用・再処理費用・高レベル放射性廃棄物処分費用・事故リスク対応費用等が含まれており、また立地費用や研究開発費用は政策経費の一部とされている。
太陽光は将来大幅コストダウンが見込まれており、2030年において12.5円/kWh から 16.4円/kWhと評価された。またベースロード電源に指定されている石炭火力発電コストは、発電コスト計ではLNG火力発電をわずかに下回っただけであった。地熱発電は政策経費を含んだ場合、前回よりも大幅コスト高の16.8円/kWhとなった。結果として今回の発電コスト試算では、割引率3%（建設資金融資の利息に相当）の下限値でみると、電源別で原子力発電が一番安価になった。
| 発電方法                   | 2014年モデルプラント 円/kWh | 2030年モデルプラント 円/kWh |
| -------------------------- | --------------------------- | --------------------------- |
| 原子力発電                 | 10.1以上（8.8以上）         | 10.3以上（8.8以上）         |
| 石炭火力発電               | 12.3 (12.2)                 | 12.9 (12.9)                 |
| LNG火力発電                | 13.7 (13.7)                 | 13.4 (13.4)                 |
| 石油火力発電               | 30.6 - 43.4 (30.6 - 43.3)   | 28.9 - 41.7 (28.9 - 41.6)   |
| 陸上風力発電               | 21.6 (15.6)                 | 13.6 - 21.5 (9.8 - 15.6)    |
| 洋上風力発電               | ----                        | 30.3 - 34.7 (20.2 - 23.2)   |
| 地熱発電                   | 16.9 (10.9)                 | 16.8 (10.9)                 |
| 太陽光発電（メガソーラー） | 24.2 (21.0)                 | 12.7 - 15.6 (11.0 - 13.4)   |
| 太陽光発電（住宅用）       | 29.4 (27.3)                 | 12.5 - 16.4 (12.3 - 16.2)   |
| 一般水力発電               | 11.0 (10.8)                 | 11.0 (10.8)                 |
| 小水力発電                 | 23.3 - 27.1 (20.4 - 23.6)   | 23.3 - 27.1 (20.4 - 23.6)   |

表中の括弧内は政策経費を含まない発電単価、すなわち国からの補助等を除外して算出した発電単価。

#### 日本エネルギー経済研究所による試算
エネルギー政策分析や需給見通しなどのレポートを数多く発表する日本エネルギー経済研究所の研究者である松尾雄司らは、2011年から2014年にかけて、1970年以降の一般電気事業者の有価証券報告書を分析し、原子力発電のコストは他の発電方法と比較して安価であったとして、1970年 - 2011年平均の日本の発電コスト実績値を以下の通り算出した。原子力については廃炉費用・再処理費用・放射性廃棄物処分費用等を含んでいる。
| 発電方式                                             | 発電単価（円/kWh） |
| ---------------------------------------------------- | ------------------ |
| 水力発電（既設発電所の利用を含む）                   | 6.2                |
| 水力発電                                             | 15.3               |
| 火力発電                                             | 9.3                |
| 原子力発電（政策コスト・事故リスクコストを含まない） | 7.0                |
| 原子力発電（政策コスト・事故リスクコストを含む）     | 7.6 - 8.1以上      |
| 地熱発電等                                           | 9.3                |

さらに、類似の方法として有価証券報告書を用いた上述の大島堅一による評価例との相違を分析し、大島による発電コストの計算方法は事業報酬の考え方や物価・利子率等の扱いについて問題があると述べている。

#### 米国シンクタンクの2014年における発電コスト試算
米国のシンクタンクが、「原子力発電コストは世界平均で1キロワット時当たり平均14セント（約15円）で、太陽光発電とほぼ同レベルであり、陸上風力発電や高効率天然ガス発電の8.2セント（約9円）よりもかなり高コスト」との試算を出した。エネルギー問題の米国企業系シンクタンク「ブルームバーグ・ニュー・エナジー・ファイナンス」が2014年9月16日に発表した。東京電力福島第1原発事故後の安全規制強化もあって建設費や維持管理に掛かる人件費などが世界的に高騰している一方で、太陽光発電はコスト低下が進んでいることが主な理由としている。このことは原子力の経済優位性が薄れていることを印象付ける結果となった、とされた。

#### 電力会社が原発建設申請時に経済産業省に提出した発電コストの試算
電力企業が原子力発電所建設申請時に経済産業省電源開発調整審議会に提出した発電原価の試算の一部は以下の通りである（塩谷喜雄「本当の原発発電原価を公表しない経産省・電力業界の詐術」新潮社ニュースマガジン、2011年7月7日付より）。
- 柏崎刈羽5号機 19.7円/kWh
- 浜岡3号機 18.7円/kWh
- 泊原発1号機 17.9円/kWh
- 女川1号機 17.0円/kWh
- 玄海3号機 14.7円/kWh
- 大飯3号機 14.2円/kWh
- 大飯4号機 8.9円/kWh
- 玄海2号機 6.9円/kWh[193]

なお、これらの原子炉設置許可申請書に示されている発電原価は、運転年数として、例えば税制上の法定耐用年数に該当する16年を使用している。原子力発電所を実際に40年間運転することを想定した場合には、発電原価はより安価になる、と述べられている。

### 二酸化炭素排出量
温室効果の原因となる二酸化炭素の排出量が少ないことは、原子力発電の利点の一つとされている。電力中央研究所が2000年 (平成12年) に発表した試算によれば、原子力をはじめとする各種発電方式について、発電所の建設から廃止までの発電量と二酸化炭素排出量を考慮した、1kWhあたりの二酸化炭素排出量は以下のように試算した。
- 原子力 22 グラム
- 水力 11 グラム
- LNG火力 608 グラム
- 石油火力 742 グラム
- 石炭火力 975 グラム

原子力発電では核分裂反応に起因する二酸化炭素の排出は全くないが、発電所の建設、運用、廃止や燃料の生産、輸送、廃棄物の処分等に起因する二酸化炭素の排出も上記の試算には含まれているため、若干の排出が見られる。この点は水力発電も同様である。

### 発電所建設費の例
- 原子力 北海道電力泊発電所3号機 約2,926億円 91.2万kW（32億円/万kW）2009年（平成21年）12月営業運転開始[197][198]
- 揚水型水力 東京電力葛野川発電所 約3,800億円 160万kW（24億円/万kW）1999年（平成11年）12月3日1号機営業運転開始[199]
- 天然ガス 電源開発市原発電所 約100億円 11万kW（9億円/万kW）2004年（平成16年）10月営業運転開始[200]
- 石炭 北陸電力敦賀火力発電所2号機 1,275億円程度 70万kW（18億円/万kW）2000年（平成12年）9月営業運転開始[201]
- 風力 電源開発郡山布引高原風力発電所 約120億円 6.6万kW（18億円/万kW）2007年（平成19年）2月 営業運転開始[202]